# Goldhaar-Langbauchschwebfliege
Die Goldhaar-Langbauchschwebfliege (Xylota sylvarum) ist eine Fliege aus der Familie der Schwebfliegen (Syrphidae).

## Merkmale
Die Fliegen haben eine Körperlänge von 12 bis 16 Millimetern. Ihr Mesonotum ist metallisch schwarz gefärbt und trägt eine kurze, helle Behaarung. Der Hinterleib ist ebenfalls metallisch glänzend, hat aber eine blauschwarze Grundfarbe. Das dritte und vierte Hinterleibssegment sind basal dicht goldgelb behaart. Das zweite und dritte Hinterleibssegment können schwach grau gefärbte Flecken tragen. Die Schienen (Tibien) sind auf der distalen Hälfte dunkel. Die Schenkel (Femora) sind schwarz. An den hinteren Beinen tragen die Männchen an den Schenkelringen (Trochanteren) je zwei Zähnchen. Die Stirn und das Gesicht sind gelblich bestäubt. Bei den Weibchen ist die Stirn sehr schmal, hat eine glänzend blauschwarze Grundfarbe und gelbe Seitenflecken. Die ersten beiden Glieder der Fühler sind schwarz, das dritte ist braun. Die Art kann mit anderen Arten ihrer Gattung verwechselt werden. Die sehr ähnliche Xylota xanthocnema unterscheidet sich durch ihre komplett gelb gefärbten Schienen und ist außerdem etwas kleiner.

## Vorkommen und Lebensraum
Die Art ist von Fennoskandien südlich bis zur Iberischen Halbinsel und von Irland östlich über große Teile des nördlichen und zentralen Asiens bis zur Pazifikküste verbreitet. In Südeuropa ist sie in Italien, den Staaten des ehemaligen Jugoslawien, Griechenland und der Türkei verbreitet. Die Art lebt in Wäldern, wobei die meisten Arten von feuchten Laub- und Nadelwäldern mit alten und überalterten Bäumen und auch Steineichenwälder entlang von Flussläufen besiedelt werden. Sie tritt in Mitteleuropa verbreitet auf und ist lokal häufig.

## Lebensweise
Die Imagines fliegen von Ende Mai bis September, mit dem Höhepunkt im Juli. Sie halten sich an Wegrändern und am Rand von Lichtungen auf und sitzen auf den Blättern von Büschen, Adlerfarnen (Pteridium) und auf niedrig wachsender Vegetation; manchmal auch auf Baumstümpfen. Sie fliegen die Blüten von Hahnenfuß (Ranunculus) und Himbeere (Rubus idaeus) an. Der überwiegende Teil des zur Ernährung aufgenommenen Pollens stammt allerdings direkt von der Oberfläche von Blättern und teilweise auch von den Ausscheidungen anderer Schwebfliegen. Wie auch Xylota lenta verteidigen die Männchen ihr Revier gegen Eindringlinge.
Die Larven leben in feuchtem, verpilztem Totholz von Tannen (Abies), Buchen (Fagus), Eichen (Quercus), Kiefern (Picea), Eschen (Fraxinus), Espe (Populus tremula) und Douglasien (Pseudotsuga). Man findet sie in Stämmen, Stümpfen und Wurzeln, in der Regel unterhalb der Rinde. Man findet sie auch in feuchtem Sägemehl. Sie ernähren sich saprophag von toten, organischen Substanzen.

## Belege